# Lawrence Klein
Lawrence Robert Klein (ur. 14 września 1920 w Omaha, Nebraska, zm. 20 października 2013 w Gladwyne, Pensylwania) – amerykański ekonomista, laureat Nagrody Banku Szwecji im. Alfreda Nobla w dziedzinie ekonomii w 1980 roku.

## Życiorys
Studiował na Uniwersytecie Kalifornijskim w Berkeley, w 1944 roku obronił doktorat w Massachusetts Institute of Technology. Następnie przeniósł się na Uniwersytecie Michigan, gdzie zaczął budować coraz większe i bardziej skomplikowane modele gospodarki amerykańskiej. Z tego okresu pochodzi tzw. model Kleina-Goldbergera, który stworzył z Arthurem Goldbergerem, wówczas studentem studiów doktoranckich. W 1954 roku w okresie makkartyzmu Uniwersytet Michigan odmówił przyznania mu tenure, ponieważ Klein w latach 1946–1947 był członkiem Komunistycznej Partii Stanów Zjednoczonych. Klein opuścił Stany Zjednoczone i na kilka lat przeniósł się na Oksford, gdzie zajmował się między innymi budową ekonometrycznych modeli gospodarki brytyjskiej.
W 1958 roku powrócił do Stanów Zjednoczonych na Uniwersytet Pensylwanii, a od 1968 roku został profesorem szkoły biznesu i finansów Wharton School przy Uniwersytecie Pensylwanii. Jako profesor Wharton School stworzył słynny model gospodarki amerykańskiej składający się z ponad tysiąca równań analizowanych przez komputery.
Jest autorem podręczników ekonometrii Textbook of Econometrics (1953) i An Introduction to Econometrics (1962).
W 1980 został uhonorowany Nagrodą Banku Szwecji im. Alfreda Nobla w dziedzinie ekonomii za stworzenie modeli ekonometrycznych i ich zastosowanie do analizy wahań ekonomicznych i polityki ekonomicznej.
W 1990 roku Uniwersytet Łódzki przyznał mu tytuł doktora honoris causa.